# Nordbyen
Nordbyen er en satellitby på Falster med 1.910 indbyggere  (2024). Nordbyen er beliggende i Tingsted Sogn, fem kilometer nord for Nykøbing Falster centrum og består af kvartererne Bangsebro, Møllehave og Stubberup. Byen er dannet 1. januar 2007 ved en sammenvoksning af de tre kvarterer, der indtil da blev betragtet som byer. Byen tilhører Guldborgsund Kommune og er beliggende i Region Sjælland.